# Otto III. von Hachberg

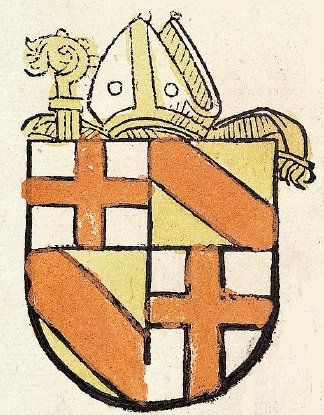
Wappen des Otto von Hachberg aus der Chronik des Konstanzer Konzils von Ulrich von Richental

Otto III. von Hachberg (* 6. März 1388 auf Burg Rötteln; † 14. November 1451 in Konstanz) war von 1410 bis 1434 Bischof von Konstanz. In dieser Zeit war er Gastgeber des Konstanzer Konzils (1414–1418).
Obwohl dem Haus Hachberg-Sausenberg zugehörig und dort eigentlich Otto II., ist er in der historischen Literatur durchgängig als Otto III. von Hachberg geführt, da er der dritte Konstanzer Bischof namens Otto war.

## Familie
Otto war der älteste Sohn des Markgrafen Rudolf III. von Hachberg-Sausenberg und der Anna von Freiburg-Neuenburg. Markgraf Wilhelm (Hachberg-Sausenberg) war sein jüngerer Bruder. Das Geschlecht der Markgrafen von Hachberg-Sausenberg war eine Seitenlinie der Markgrafen von Baden.

## Der Bischof von Konstanz

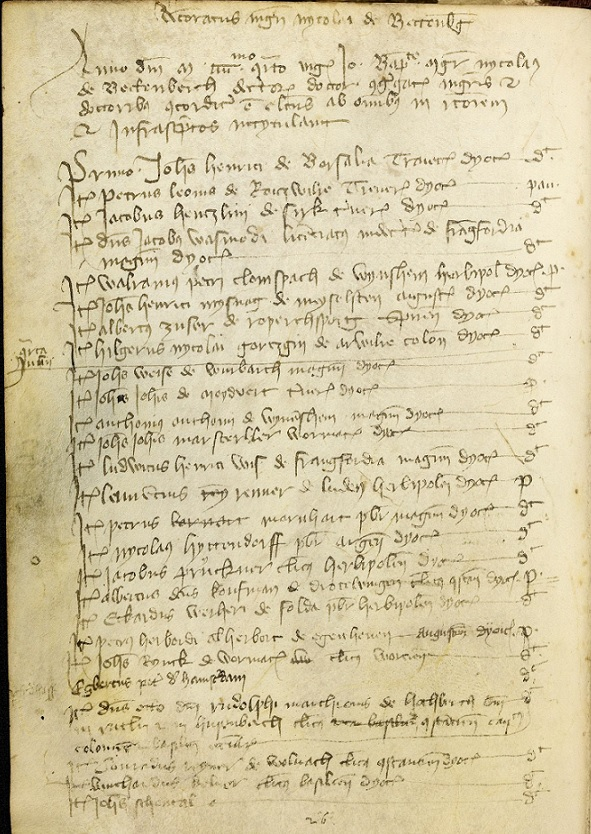
Auszug aus den Matrikeln der Universität Heidelberg mit dem Eintrag für Otto von Hachberg

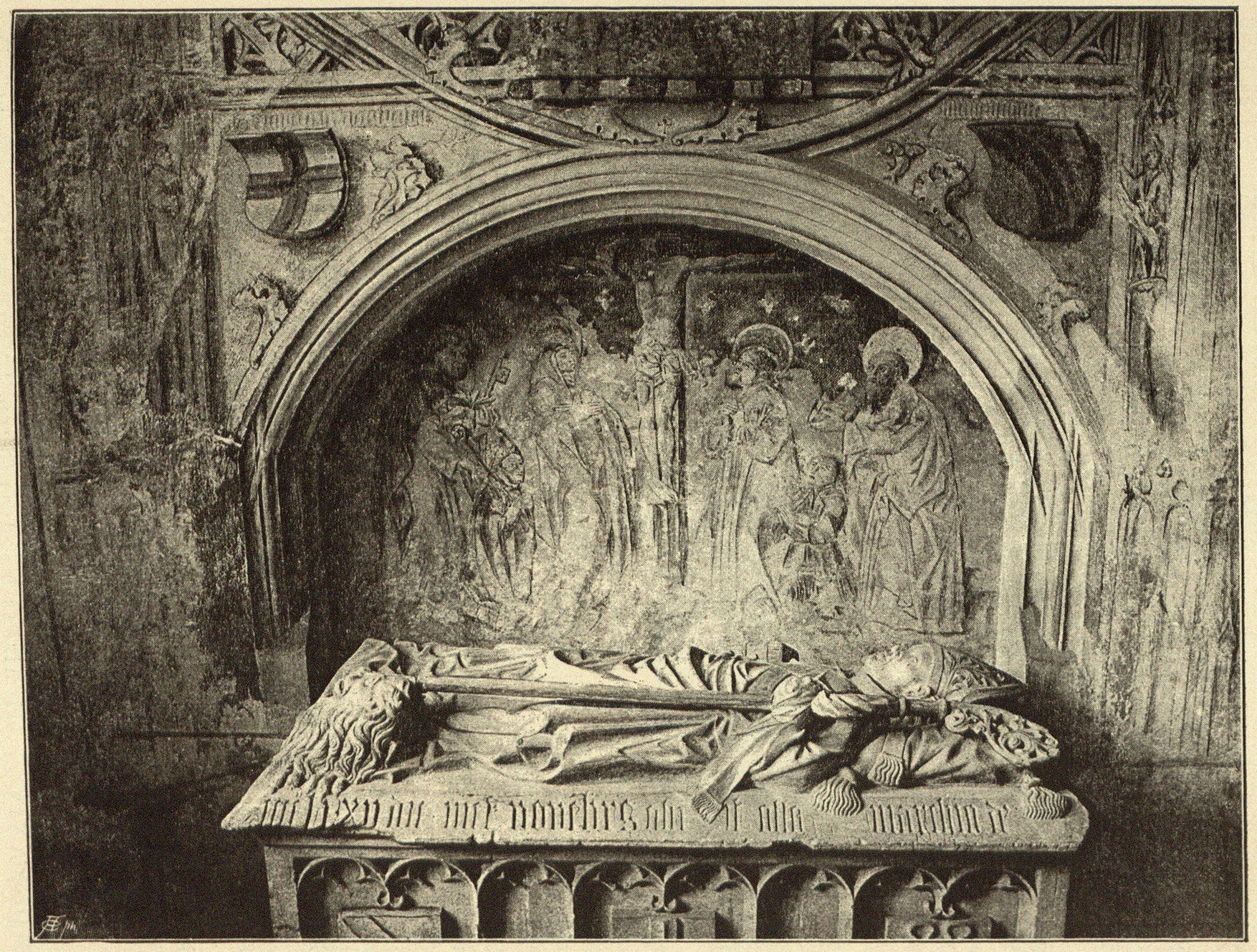
Grabmal im Konstanzer Münster

Obwohl der älteste Sohn gewöhnlich Nachfolger eines Territorialherren wurde, wählte der Vater für Otto die geistliche Laufbahn. Otto wurde später als einäugig und häufig krank beschrieben, wobei er nach den Berichten vermutlich an Fallsucht litt. Hierin ist wohl der Grund zu suchen, weshalb er in einer Zeit der Ritterfehden als nicht für die Nachfolge geeignet angesehen wurde. Sein jüngerer Bruder, Rudolf der Jüngere († 1419), war als Nachfolger des Markgrafen ausersehen.
Bereits 1403 – Otto war gerade 15 Jahre alt – wird er als Domherr von Basel genannt und Papst Bonifaz IX. setzte sich beim Dompropst von Basel für Otto ein, wobei hierin eine Belohnung für den Frontenwechsel seines Vaters, Rudolf III., vom Gegenpapst in Avignon, Benedikt XIII. zum römischen Papst zu vermuten ist. 1404 wird Otto in den Matrikeln der Universität Heidelberg als Kleriker der Diözese Konstanz und Domherr von Basel und Köln bezeichnet. In Heidelberg studierte er etwa ein Jahr lang Grammatik und Kirchenrecht (Dekretale).
In das damalige geschäftstüchtige Klima der römischen Kirche passen auch die 1409/1410 beurkundeten Verhandlungen Rudolfs III. mit dem Konstanzer Bischof Albrecht Blarer über dessen Rücktritt und die Amtsübergabe an Otto gegen eine finanzielle Entschädigung. Hierbei war man sich wohl der päpstlichen Rückendeckung sicher, da man übereinkam allenfalls auch gegen den Widerstand des Konstanzer Domkapitels das Einverständnis eines von Bischof Blarer anerkannten Papstes zur Abtretung des Bistums einzuholen.
Am 11. Juli 1410 wurden die zähen Verhandlungen abgeschlossen und das Domkapitel gab seinen Widerstand zunächst auf. Im Dezember 1410 erhielt Otto die Bestätigung von Gegenpapst Johannes XXIII. Am 2. Februar 1411 übernahm Otto auch die Regierung des Hochstifts Konstanz – die Bischofsweihe erhielt er nie.
Otto hatte mit der Verschuldung des Bistums zu kämpfen, musste aber im Hinblick auf das Konstanzer Konzil, das 1414 beginnen sollte, bauliche Veränderungen an der bischöflichen Pfalz vornehmen. Bauarbeiten an der Margaretenkapelle folgten vermutlich 1423 und später am Konstanzer Münster. Generell galt Otto als baufreudig und es wurde ihm vorgeworfen dadurch die Schulden des Bistums enorm vergrößert zu haben.
Gesundheitlich angeschlagen, politisch und finanziell unter Druck stellte Otto im Dezember 1424 seine Amtstätigkeit vorübergehend ein. Das Domkapitel sollte das Bistum durch einen Stellvertreter verwalten. 1427 wollte er wieder die Verwaltung des Bistums übernehmen, wobei der Neustart durch einen weiteren Streit mit dem Domkapitel belastet wurde, den er durch die handgreifliche Absetzung hoher Diözesan-Beamter auslöste. Erst 1429 scheint er wirklich wieder die Regierung übernommen zu haben. Bereits 1431 eskalierte die dauernde Auseinandersetzung mit dem Domkapitel wieder und Otto verlegte seinen Verwaltungssitz sogar kurzfristig nach Schaffhausen. Der Konflikt beschäftigte 1432 sogar das Konzil von Basel. Kurz nach einem für Otto positiven Schiedsspruch kam es schon zum nächsten Konflikt mit dem Domkapitel. Die Fronleichnamsprozession 1432 gestaltete sich in Konstanz zu einer politischen Demonstration mit drei konkurrierenden Prozessionen. Wieder wurde das Basler Konzil mit den lokalen Streitigkeiten beschäftigt. Der dort gefundene Kompromiss entmachtete Otto teilweise. Als Otto 1433 mit Friedrich von Zollern in Verhandlungen über eine Übergabe des Bistums eintrat, da er wieder gesundheitliche Probleme hatte, legte sich das Domkapitel wieder quer. Abermals mussten das Konzil und päpstliche Beauftragte sich mit dem Konflikt befassen. Am 6. September 1434 wurde Otto als Bischof von Konstanz abgesetzt und zum Titularbischof von Caesarea in Palaestina ernannt.

## Der Privatgelehrte
Nach seiner Absetzung, die in der Literatur oft „Resignation“ genannt wird, baute Otto seine schon zu Zeiten des Konzils begonnenen Bibliothek durch Zukauf und in Auftrag gegebene Abschriften stark aus. Die vollständige Sammlung des Corpus Iuris Canonici und römische Rechtsliteratur belegen einen Interessenschwerpunkt im Kirchenrecht. Ein weiterer Schwerpunkt lag auf der Marienverehrung.
In Ottos Bibliothek befanden sich auch drei Codices mit überwiegend selbst verfassten Traktaten. Hierzu gehört auch das Traktat De conceptione beatae virginis.
Otto reagierte mit dem Traktat auf eine Konstanzer Lokaldebatte zwischen den ihm verbundenen Franziskanern und den Dominikanern und war mitnichten an der Debatte des Konzils von Basel und dessen Entscheid zu diesem Thema beteiligt.
Otto sandte jedoch dieses Traktat zur Begutachtung an die Konzilsgelehrten in Basel, obwohl er in schroffem Gegensatz zu deren Opposition gegen den Papst stand.
Im März 1446 bestätigte Johannes von Segovia Ottos Auffassung bezüglich der unbefleckte Empfängnis; originäre Ideen hat Otto weder in diesem noch anderen Schriftstücken verbreitet.
Nach Ottos Tod (1451) erbte sein Bruder Wilhelm Ottos stattliche Bibliothek (mit 58 Bänden), die er 1451 an den Abt des Klosters Reichenau, Friedrich von Wartenberg, verkaufte. Ottos Nachlass wurde damit Teil der berühmten Reichenauer Bibliothek.

## Der Bischof und seine Münzen

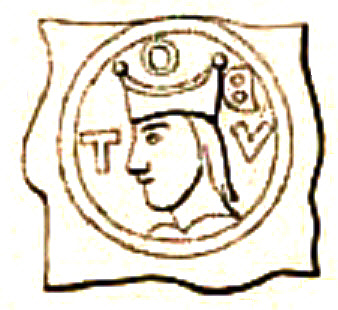
Münze aus der Münzstätte Tiengen aus der Amtszeit von Otto III.

1413 übergab Diethelm III. von Krenkingen die Stadt Tiengen dem Hochstift Konstanz. Damit kam Bischof Otto auch in den Besitz der Münzstätte Tiengen. Nachdem die Münze in Konstanz schon 1367 durch die Stadt Konstanz übernommen worden war, war Tiengen die einzige Münzstätte des Konstanzer Bischofs. In Tiengen wurden Brakteaten geschlagen. Aus der Amtszeit des Bischofs Otto sind vier Typen bekannt, die jeweils einen Bischofskopf im Profil oder von vorne zeigen. Teilweise ist auch das badische Wappen erkennbar. Es wird angenommen, dass nach 1425 in Tiengen keine Münzen mehr (durch die Bischöfe von Konstanz) geschlagen wurden und Bischof Otto der letzte Konstanzer Bischof war, der diese Münze nutzte.

## Otto von Hachberg in der zeitgenössischen Literatur?
Bisher kurz vor die Amtszeit Ottos angesetzt, schrieb ein adeliger Advokat des Hochstifts Konstanz, Heinrich von Wittenwile, das satirische Lehrgedicht „Der Ring“, das aus 9699 Reimpaarversen besteht. Es gibt in der wissenschaftlichen Diskussion Ansätze, die in der dort skizzierten Figur des Egghart Kuhpflatsch Bischof Otto von Hachberg sehen.

## Handschriften
- Otto III Bischof von Constanz (1411–1434; gest. 1451) und anderer Schriften - Aug. perg. 34 (Digitalisat)

Beschreibung hierzu in: Die Reichenauer Handschriften: Die Pergamenthandschriften / beschrieben und erläutert von Alfred Holder, S. 132–139 (Digitalisat)
- Otto III Bischof von Constanz (1411–1434; gest. 1451) - Aug. perg. 39 (Digitalisat)

Beschreibung hierzu in: Die Reichenauer Handschriften: Die Pergamenthandschriften / beschrieben und erläutert von Alfred Holder, S. 157–159 (Digitalisat)